# Heinrich Philipp Goldhagen
Heinrich Philipp Goldhagen (* 11. April 1746 in Nordhausen; † 30. April 1826 in Halle (Saale)) war ein deutscher Jurist. Goldhagen war Stadtsyndikus in Halle und preußischer Kriminaldirektor.

## Leben
Goldhagen wurde als Sohn von Johann Eustachius Goldhagen geboren. Sein älterer Bruder war der Mediziner Johann Friedrich Gottlieb Goldhagen. Er besuchte das Domgymnasium in Magdeburg, das sein Vater als Rektor leitete. Im Mai 1764 begann er ein Jurastudium an der Universität Halle, unter anderem bei Daniel Nettelbladt, das er nach drei Jahren beendete. Eine praktische Ausbildung absolvierte er bei einem Advokaten in Magdeburg.  
1767 erhielt Goldhagen eine Anstellung als Aktuar beim Amt Rosenburg. 1771 bat er um eine Stelle als Advokat beim Stadtgericht Halle, nachdem er die vorgeschriebene Prüfung in Magdeburg erfolgreich abgelegt hatte. Sein Gesuch wurde von Minister Julius August von der Horst unterstützt, der ihm auch eine positive Beurteilung ausstellte. Allerdings wurde dem Antrag nicht stattgegeben, da in Halle bereits zu viele Advokaten tätig waren. Auch weitere Gesuche vom August 1774 und Februar 1775 wurden abschlägig beantwortet. Erst 1777, durch Vermittlung seines Bruders Johann Friedrich Gottlieb Goldhagen, konnte er eine Stelle als Stadtsyndikus in Halle antreten, die er bis 1786 ausübte. Anfang April 1786 wurde Goldhagen Ratsmeister und Direktor des Vormundschaftsamtes in Halle. Anlässlich des Regierungsantritts von König Friedrich Wilhelm II. von Preußen im gleichen Jahr hielt Goldhagen auf dem Marktplatz von Halle im Namen des Magistrats und der Bürgerschaft eine Huldigungsrede vor Vertretern des Königs.
1806, mit der napoleonischen Besetzung Halles, gehörte Goldhagen zu den wichtigsten Vertretern des Magistrats der Stadt. Da er Latein und Französisch sprach, führte er mit den französischen Kommandanten, Kommissaren und Generälen häufig Verhandlungen. In Halle, das nun zum Königreich Westphalen gehörte, wurde eine neue Gerichtsverfassung eingeführt sowie ein Friedensgericht und ein Tribunal geschaffen. Die französischen Behörden erkannten Goldhagens Verdienste an und ernannten ihn 1807 zum ersten Tribunalrichter und 1808 zum Kriminalinstruenten. 
Nach der Wiedereingliederung der Stadt Halle in den preußischen Staat 1815 wurde Goldhagen zum Kriminaldirektor des Inquisitoriats berufen. 1819 bat er um seinen Abschied, der unter Bewilligung seines Gehaltes als Pension gewährt wurde. Heinrich Philipp Goldhagen starb am 30. April 1826, im Alter von 80 Jahren, in Halle. Er litt schon seit der Jugend unter Tuberkulose. In einem Selbstzeugnis schrieb er, dass es in seinen Augen ein Wunder sei, überhaupt ein so hohes Alter erreicht zu haben. Er war seit 1785 mit Henriette verheiratet, der Tochter des Kämmerers Schulz aus Magdeburg. Aus der Ehe gingen ein Sohn und eine Tochter hervor. Seine Frau starb bereits 1791. Sein Sohn Philipp Wilhelm (* 1791) wurde Militärarzt und starb 1818. Seine Tochter Wilhelmine (* 1787) heiratete Christian Keferstein; auch sie starb 1818. Keferstein verfasste nach Goldhagens Tod einen Nachruf auf seinen Schwiegervater, der im Hallischen Patriotischen Wochenblatt veröffentlicht wurde.  
Heinrich Philipp Goldhagen war seit Februar 1779 Mitglied der Freimaurerloge Zu den drei Degen in Halle. Im Juni 1779 wurde er Geselle, später übernahm er das Amt des Sekretärs und das des deputierten Meisters.